# Alexander-Newski-Kathedrale (Tiflis)

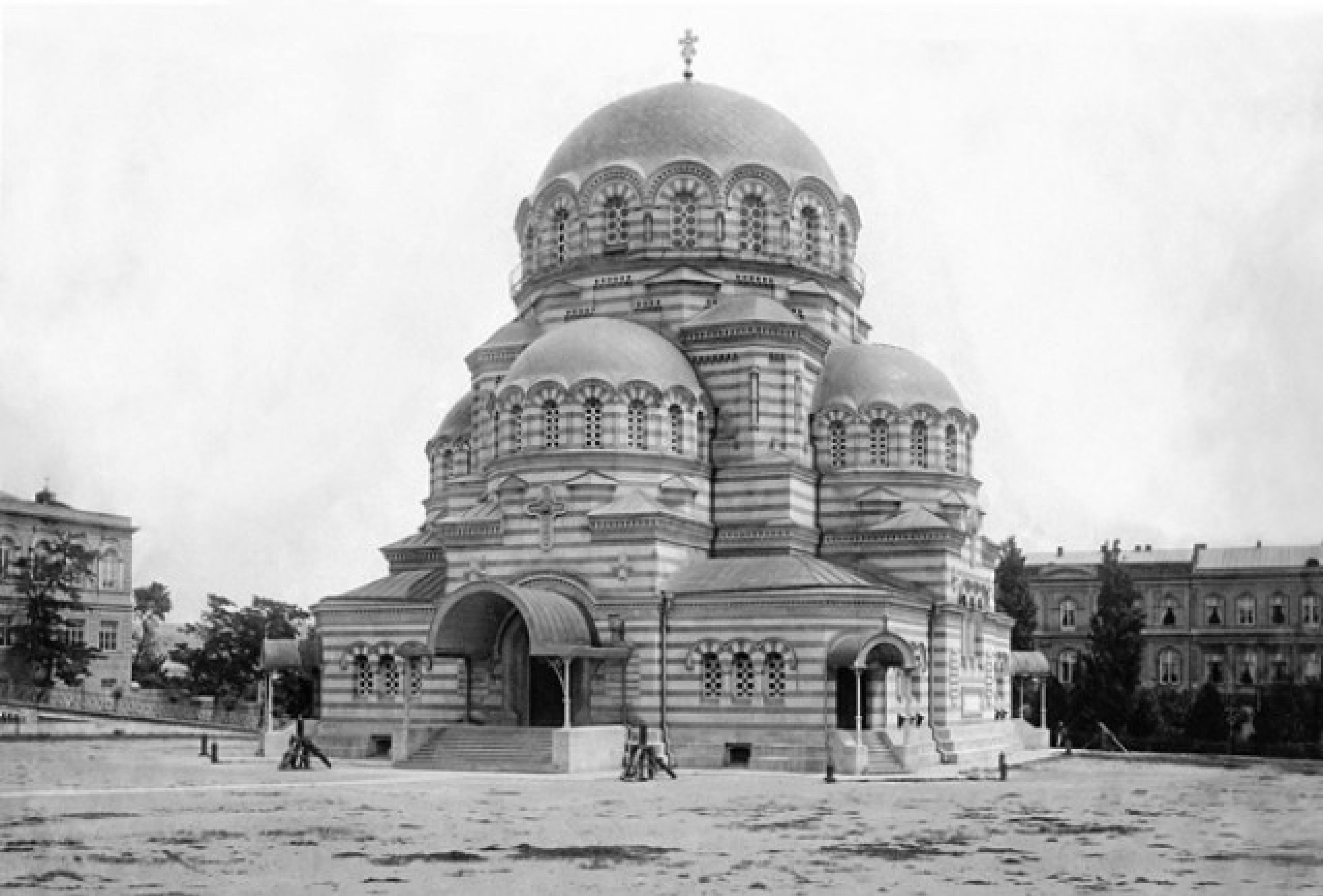
Alexander-Newski-Kathedrale

Alexander-Newski-Kathedrale, oder Tiflisier militärische Kathedrale (georgisch ტფილისის ალექსანდრე ნეველის სამხედრო ტაძარი, tʼpʰɪlɪsɪs ɑlɛkʰsɑndrɛ nɛvɛlɪs sɑmχɛdrɔ tʼɑd͡zɑrɪ; russisch Тифлисский Александро-Невский военный собор) war eine orthodoxe Kathedrale in Tiflis. Sie stand im Zentrum der Stadt, auf der Golowini-Straße (heute: Rustawelis Gamsiri), an der Stelle des heutigen georgischen Parlamentsgebäudes. Die Kathedrale wurde zur Zeit der russischen Zaren-Herrschaft in den Jahren 1871–1872 sowie 1889–1897 erbaut. 1930 wurde sie von der sowjetischen Regierung abgerissen, um hier ein Parlamentsgebäude zu errichten. Die neuartige Konstruktion der Kathedrale war im neobyzantinischen Stil erbaut. Architekt war der Russe David Grimm.

## Geschichte
Die Kathedrale wurde errichtet, um dem russischen Sieg im Kaukasus-Krieg gegen die nordkaukasischen Völker zu gedenken und wurde nach dem mittelalterlichen russischen Heiligen Alexander Newski benannt. Der Bau wurde von dem Hohepriester der kaukasischen Armee Sergey Gumilevsky, vom Militärgouverneur Scheremetew und Großfürsten Michail Nikolajewitsch gesponsert.
Im Jahre 1865 fand ein Architekturwettbewerb für die Kathedrale statt. Die Regierung wollte eine „grandiose und prächtige“ Kathedrale, die mindestens 2000 Gläubige fassen sollte. Am Ende des Wettbewerbs wurde eine einfache Konstruktion von David Grimm gewählt.
Der Bau der Kathedrale wurde sechs Jahre später, am 16. April 1871, im oberen Teil vom Alexanders Garten am Gunibsky Platz gestartet (später bekannt als Soborny Square, heute Teil der Rustawelis Gamsiri). Doch weniger als ein Jahr später wurde er auf unbestimmte Zeit ausgesetzt. Der Bau wurde nur im Jahre 1889 wiederaufgenommen. 1891 waren nur die Bauarbeiten des Fundaments fertig und wurde mit der Errichtung der Wände begonnen. 32 Jahre später nach dem Wettbewerb, am 21. Mai 1897 wurde die Tifliser Aleksander-Newski-Kathedrale von dem Exarchen von Georgien Wladimir geweiht. Grimm starb im nächsten Jahr.
Mit der 40 Meter und 13 Meter Kuppel war die Alexander-Newski-Kathedrale die höchste Kirche in der Region Kaukasien. Im Februar 1921 wurde der Kirchhof ein Gräberfeld für die Kadetten (Junkers) der georgischen Militärschule, die im Kampf gegen die sowjetische Rote Armee fielen. Im Jahre 1930 wurde die Kathedrale von der sowjetischen Regierung abgerissen, um das Gebäude der Regierung der Georgischen SSR (heute Parlament von Georgien) zu bauen.